# Gentiana ternifolia
Gentiana ternifolia är en gentianaväxtart som beskrevs av Adrien René Franchet. Gentiana ternifolia ingår i släktet gentianor, och familjen gentianaväxter. Inga underarter finns listade i Catalogue of Life.